# Effect’s 2012 Coburg
Effect’s 2012 Coburg e. V. ist ein Verein, der karnevalistischen Tanzsport im Turnierbereich anbietet und im oberfränkischen Coburg ansässig ist. Der Verein bietet Tanzsport für Kinder ab vier Jahren und Erwachsene an. Neben den Turniermannschaften gibt es auch Nachwuchs- und Freizeit-Tanzgruppen.
Der Verein ist Mitglied im Bayerischen Landes-Sportverband (BLSV) und im Bund Deutscher Karneval (BDK).

## Geschichte
Die Ursprungsformation der Effect’s war 1996 eine Ü15-Tanzgruppe bei der Säraspo Frohnlach. Um den Turniersport auf Jugend- und Junioren-Mannschaften auszuweiten, wurde im Jahr 2003 eine Abteilung unter dem Dach der Coburger Turnerschaft gebildet.
Im Mai 2012 wurde dann ein eigener Verein gegründet – Effect’s 2012 Coburg e. V. – mit inzwischen über 200 Mitgliedern, davon über 180 aktive Tänzer (Stand. April 2020).
Das Training findet in einem eigenen Tanzzentrum statt, welches Vereinsheim und Trainingsstätte für alle Mannschaften ist – die Effectory.
Ein Höhepunkt in der Vereinsgeschichte war die Ausrichtung der Oberfränkischen und Fränkischen Meisterschaft in der Coburger HUK-COBURG Arena im Jahr 2015.
In der Session 2020/2021 werden die Effect’s erneut die Oberfränkischen und Fränkischen Meisterschaften im karnevalistischen Tanzsport austragen. Diese werden am 6./7. Februar 2021 stattfinden.

## Erfolge
Seit Bestehen der Effect’s wurden folgende Titel erreicht (Stand: April 2020):

### Deutsche Meisterschaften
1 × Deutscher Vizemeister
4 × 3. Platz deutsche Meisterschaft
3 × 4. Platz deutsche Meisterschaft
2 × 5. Platz deutsche Meisterschaft
4 × 6. Platz deutsche Meisterschaft

### Süddeutsche Meisterschaften
3 × Süddeutscher Meister
2 × Süddeutscher Vizemeister
4 × 3. Platz süddeutsche Meisterschaft

### Regionalmeisterschaften
6 × Fränkischer Meister
15 × Fränkischer Vizemeister
10 × 3. Platz fränkische Meisterschaft
16 × Oberfränkischer Meister
26 × Oberfränkischer Vizemeister

### Qualifikationen für Endturniere
35 × Qualifikationen zur deutschen Meisterschaft
88 × Qualifikation zur süddeutschen Meisterschaft
Eine immer aktuelle Auflistung der Vereinserfolge kann in der „Ruhmeshalle“ auf der Vereinswebseite eingesehen werden.

## Vereinszusammensetzung
Um karnevalistischen Tanzsport auf höchstem Leistungsniveau ausüben zu können, bedarf es nahezu professioneller Strukturen.
Der Verein besteht aus einem achtköpfigen Vorstandsteam, über 20 Trainerinnen und Trainern, einem Betreuer-Team pro Altersstufe und dem Sportbeirat.
Um die vielen Aufgaben im Verein zu erledigen, gibt es zusätzlich ca. 15 Projektgruppen, bei denen sich Mitglieder und Freunde des Vereins engagieren. Das sind z. B. Kartenwesen, Requisitenbau, Social Media, Homepage und vieles mehr.

## Die Mannschaften der Effect’s

### Nachwuchs
Flöhe (4-5 Jahre)
In dieser Altersstufe werden die Kinder spielerisch an den karnevalistischen Tanzsport herangeführt. Diese Mannschaft tritt nicht bei Turnieren auf, sondern nur zu privaten Anlässen.

### Nachwuchs-Turniermannschaft
Minis (5-6 Jahre)
In dieser Altersstufe wird ein erster Schautanz einstudiert; Gardetanz wird noch nicht angeboten. Diese Mannschaft nimmt nur an den Oberfränkischen Meisterschaften teil, um erste Bühnenerfahrung zu sammeln.

### Turniermannschaften
Jugend (6-10 Jahre)
Junioren (11-14 Jahre)
Ü15 (ab 15 Jahre)
Solisten Jugend / Junioren / Ü15
Alle Turniermannschaften stellen einen Schautanz sowie einen Marschtanz und nehmen an zahlreichen Turnieren teil.

### Freizeitmannschaften
Deffect’s Männerballett
Das Männerballett nimmt an einigen Turnieren teil, wobei hier der Spaß und das Gemeinschaftsgefühl im Vordergrund stehen.
Small Group (Modern Dance)
Die Small Group hat ihren jährlichen Höhepunkt bei der Sessionsabschlussgala „effect’s and more“, bei der sie einen leidenschaftlichen Tanz präsentieren.
DanceIt mit BBC Coburg
DanceIt tritt seit 2018 im Rahmenprogramm der Heimspiele der Basketballmannschaft des BBC Coburg auf. Außerdem hat die Mannschaft 2019 erstmals am DAK Dance Contest in Ingolstadt teilgenommen und diesen auch in der Leistungsklasse „pre-champs“ in der Altersklasse „Young Teens“ gewonnen.

## Sportart
Karnevalistischer Tanzsport ist viel mehr als nur „Rumgehüpfe“. Inzwischen hat es sich zu einem Leistungssport entwickelt, der den Tänzerinnen und Tänzern einiges abverlangt. Im Bund Deutscher Karneval (BDK) werden Turniere bis hin zu den Deutschen Meisterschaften ausgetragen.
Der Gardetanz oder auch Marschtanz ist eine Disziplin, für die ein hohes Maß an Ausdauer, Kraft und Beweglichkeit nötig ist, um den 3- bis 5-minütigen Tanz bestreiten zu können. Bewertet werden neben den Uniformen auch die saubere Ausführung der Schritte und Drehungen, die Synchronität, die Schwierigkeit und akrobatischen Elemente. Die Wertungskriterien können aktuell auf der Webseite des Bund Deutscher Karneval eingesehen und heruntergeladen werden.
Im Schautanz treffen verschiedene Tanzstile aufeinander. Neben Schritten aus dem Gardetanz findet man Einflüsse aus Hip-Hop, Jazz, Modern Dance oder Aerobic. Auch Hebungen dürfen eingebaut werden. Außerdem ist der Tänzer im Schautanz gleichzeitig Schauspieler; schließlich soll ein bestimmtes Thema oder eine Geschichte präsentiert werden. Passend zum Thema werden Musik und Kostüme ausgewählt und schließlich eine abwechslungsreiche Choreographie erarbeitet. Lustige, dramatische und bewegende Geschichten werden so erzählt. Auch hier gibt es klare Bewertungsrichtlinien, z. B. zu Kreativität und Ideenvielfalt. Die können aktuell auf der Webseite des Bund Deutscher Karneval eingesehen und heruntergeladen werden.

## Effect’s and More
Einer der jährlichen Höhepunkte im Vereinskalender war bis 2018 die alljährliche Sessionsabschlussgala Effect’s for you.
Seit 2019 wurde die vereinsinterne Jahresabschlussgala der Effect’s in eine öffentliche Veranstaltung umgewandelt und trägt nun den Namen Effect’s and More – Tanzen verbindet. Seitdem findet die Gala in der HUK-Coburg Arena statt. An der Gala nahmen 2019 verschiedene Künstler bzw. Mannschaften aus dem karnevalistischen Tanzsport teil. Ergänzt wurde das Programm mit Künstlern aus anderen Tanzrichtungen wie Modern Dance und Contemporary. Die Gala wird untermalt mit Gesang. 2019 war die Gala mit ca. 1200 Gästen sehr gut besucht.
Im Jahr 2020 wird Sarah Lombardi der Stargast der Veranstaltung sein. Außerdem wird die Luftakrobatin Svetlana Wottschel sowie Solisten und Mannschaften aus dem karnevalistischen Tanzsport auftreten.
Die Gala 2020 musste aufgrund der Corona-Krise vom 28. März 2020 auf den 16. Mai 2020 verschoben werden.